# Grupul 6 Vânătoare
Grupul 6 Vânătoare a fost un grup de luptă al Forțelor Aeriene Regale Române (ARR) format la 7 iunie 1940. Gruparea a participat la campania din Al Doilea Război Mondial a României pe Frontul de Est și la apărarea țării împotriva bombardamentelor aliților. Gruparea a fost desființată în octombrie 1944, deoarece piloții săi au fost transferați la Grupul 1 Vânătoare tranzitând să zboare pe Bf 109 de la IAR 81.

## Istorie
Grupul 6 de luptă a fost înființat la 7 iunie 1940, format din escadrile de luptă 62 și 63 și echipat cu avioane de luptă PZL P.24 E. A fost repartizat flotilei a 2-a de luptă. În iunie 1941, Grupul 6 a fost repartizat Regiunii 3 Aeriene și bazat pe aerodromul Pipera. În zilele de început ale Operațiunii Barbarossa, a zburat în principal misiuni de interceptare împotriva bombardierelor sovietice care atacau Ploieștiul și Bucureștiul.
Întrucât prezența sa nu mai era necesară în țară din cauza bombardamentelor sovietice împinse în afara razei câmpurilor petroliere Ploiești, Grupul 6 a fost trimis în linia frontului când Armata a IV-a română a început Asediul Odessei. În timpul campaniei din 1941, piloții de vânătoare ai grupului au susținut că 11 avioane sovietice au fost doborâte, dintre care cinci au fost confirmate. Alte șase avioane au fost distruse la sol, în timp ce grupul a pierdut trei luptători PZL.

### Pe Frontul de Est
În 1942, unitatea s-a întors la Pipera unde a trecut de la PZL la IAR 81, fiind desemnată și ca grup de bombardieri în picătură („BoPi” – Bombardament în Picaj). La 31 august 1942, grupul, repartizat în Flotila a 2-a de luptă, cu escadrilele 61 și 62 a fost transferat pe front. În formațiuni de opt avioane, au plecat la Odesa, apoi la Melitopol și, în cele din urmă, au ajuns la aerodromul Tușov, lângă Stalingrad, pe 7 septembrie. Două zile mai târziu, au fost efectuate primele ieșiri.
Ca parte a Grupării Aeriene de Luptă (Grupul de luptă aerian), lucrând îndeaproape cu unitățile Luftflotte 4, grupul a zburat în misiuni de escortă, ciocnindu-se adesea cu Iak sovietici, în timp ce angaja bombardiere sovietice. Până la 1 octombrie, în inventarul Grupului 6 erau 25 DE IAR 81. Grupul a fost mutat pe aerodromul Morozovskaya și, începând din noiembrie, bombardierele în plonjare au început să zboare în misiuni de atac la sol și de recunoaștere. În timp ce Grupul 8 de Luptă se pregătea să se întoarcă acasă, unii dintre piloții săi au fost transferați la Grupul 6. Pe 7 decembrie, în timp ce se afla într-o escortă pe vreme cețoasă, adjutantul (adj.) Gheorghe Pisoschi a întâlnit trei avioane Iak pe care i-a atacat prin surprindere. Deteriorând unul dintre ei, Iacul s-a ciocnit de altul, explodând și prăbușindu-se în flăcări.
Pe măsură ce numărul aeronavelor în stare de funcționare a scăzut, au fost transferate înlocuitori de la Grupul 8 care a plecat spre România pe 9 decembrie. În urma acestei reorganizari, Escadrila 61 de Luptă a primit avioane IAR 80A și 80B, în timp ce toate IAR 81 rămase au fost repartizate Escadrilei 62 de Luptă. Pe 23 decembrie, Grupul 6 a fost mutat pe aerodromul Tatsinskaya. La 2 ianuarie 1943 a fost mutat la Rostov, apoi s-a retras în continuare la Melitopol, unde a intrat într-o perioadă de reabilitare.
În campania din 1942, Grupul 6 Vânătoare a zburat în 255 de misiuni, dintre care 30 de misiuni de bombardare, și a obținut 28 de victorii dintre care 26 confirmate. Pierderile s-au ridicat la opt avioane în lupte cu alți piloți și trei doborâte de apărarea antiaeriană.

### Înapoi în România
În februarie 1943, grupul a început mutarea pe aerodromul Târgșoru, unde a fost repartizat sistemului de apărare antiaeriană al Văii Prahovei. Grupul a fost mutat ulterior pe aerodromul Pipera. La 1 august, USAAF a lansat Operațiunea Tidal Wave, un raid la nivel scăzut asupra rafinăriilor Ploiești. Formația mare de bombardier a fost detectată de radarul german în timp ce se apropia de România. La ora 11:18, unitățile de luptă care apărau regiunea au fost alertate și 12 luptători ai Grupului 6 de luptă au fost alertați să patruleze partea de nord a Bucureștiului. Pe măsură ce bombardierele treceau pe lângă Dunăre, contactul radar s-a pierdut. Deoarece bombardierele erau de așteptat să continue la mare altitudine, luptătorii germani și români au fost direcționați către 5.000 metri (16.000 ft), iar din cauza acoperirii norilor luptătorii nu au observat formațiunile de bombardiere care zburau jos.
Primele bombardiere au fost detectate de la sol la ora 11:45, iar luptătorii au fost direcționați la altitudine joasă pentru a incepe bătălia. La ora 11:50, Grupul 6 a luat primul contact cu Grupul 376 de Bombardare al Col. Keith K. Compton de lângă Săbăreni, la nord-vest de București. IAR 80 a încercat să intre în bătălie, dar interceptarea s-a dovedit dificilă, deoarece Grupa 376 se îndrepta spre Ploiești. Totuși, au reușit să atace cel de- al 93-lea Grup de Bombardare aflat în urmă. Sublocotenentul (Slt.) Carol Anastasescu a doborât două bombardiere B-24, dintre care unul s-a prăbușit în închisoarea pentru femei din Ploiești. IAR 80B al lui Anastasescu a luat foc și, în timp ce încerca sa se salveze, aeronava s-a ciocnit de elicea unui B-24. A fost aruncat departe de avion dar a supraviețuit accidentului. Până la sfârșitul raidului, Grupul 6 a revendicat cinci bombardiere, dintre care două sunt confirmate cel mai probabil. Pe lângă avionul lui Anastasescu care a fost distrus, IAR-ul lui Gheorghe Cocebaș a fost, de asemenea, avariat.
Raidul aerian, deși un eșec pentru USAAF, a dovedit că cele două mitraliere de 13,2 mm ale IAR 80B nu erau suficient de puternice pentru a doborî în mod fiabil bombardierele grele. Așteptând raiduri viitoare, generalul Gheorghe Jienescu a decis să restructureze grupul Cu această ocazie, căpitanul Dan Vizanty a fost numit noul comandant de grup, iar grupului a fost repartizată o nouă escadrilă, Escadrila 59 de luptă. Până la sfârșitul lunii noiembrie 1943, toate cele trei escadroane ale Grupului 6 au fost relocate pe aerodromul Popești-Leordeni, fiind echipate și cu noul IAR 81C, care erau înarmați cu două 20. mm tunuri MG 151.

#### Campania din 1944

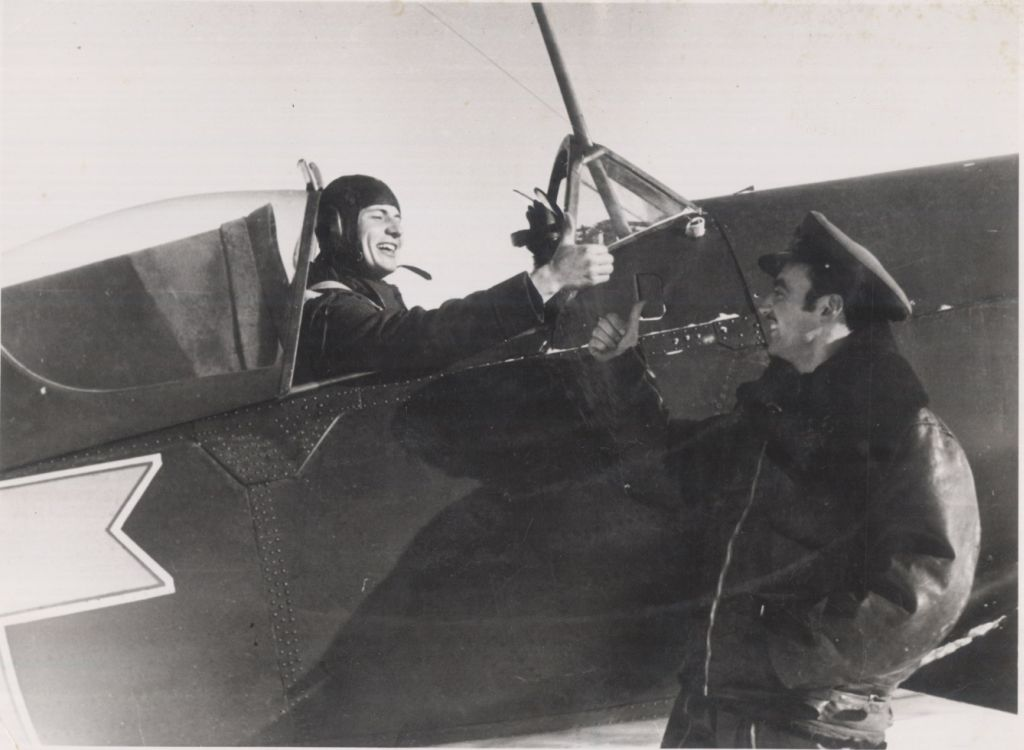
Eugen Ianculescu (pe scaunul de pilot) si Dumitru Baciu pe aerodromul Popești-Leordeni, ianuarie 1944

Raidurile americane au reluat la 4 aprilie 1944. În prima zi, IAR 81C ale grupării au decolat pentru a intercepta B-24 nescortate ale Forțelor Aeriene a XV-a deasupra Bucureștiului. Opt bombardiere au fost doborâte, în timp ce trei IAR au fost avariate. Pe 21 aprilie, bombardierele B-24 și B-17 au vizat polițele de triaj din București. IAR-urile Grupului 1, Grupul 2 și Grupul 6 au decolat pentru a intercepta, însă, în timp ce încercau să doboare bombardiere, au fost atacate de P-51 Mustang-urile Grupului 31 de Luptă. Noile P-51B americane au depășit IAR-urile la mare altitudine, iar piloții de vânătoare americani au distrus 14 avioane românești, dintre care patru din Grupul 6 de vânătoare. Românii au revendicat 11 victorii în timpul misiunii, în timp ce americanii au raportat doar 10 avioane pierdute.
Pe 24 aprilie, IAR-urile s-au luptat din nou pentru a doborâ o formație de bombardiere la aproximativ 7.000 metri (23.000 ft) care se îndrepta spre Ploiești. Pe măsură ce luptătorii de escortă americani au lăsat bombardierele în pace când artileria antiaeriană a început să tragă, IAR-urile au profitat de ocazie și au încercat sa doboare bombardierele. Deși o mișcare periculoasă, deoarece focul de la sol a vizat tot ceea ce zbura în acel loc, IAR-urile au doborât șase bombardiere, dintre care trei au fost confirmate fără a suferi pierderi. Între 4 aprilie și 6 iunie, Grupul 6 Vânatoare a efectuat 363 de ieșiri, cu 60 de victorii confirmate și alte 10 victorii probabile, și au avut șapte piloți pierduți.
La 10 iunie 1944, USAAF a încercat un alt raid surpriză la joasă altitudine peste Ploiești cu P-38 Lightnings. Avioanele Grupului de Luptă 82 urmau să efectueze un atac cu bombă în picaj asupra rafinăriei Româno-Americane, iar Grupul de Luptă I a asigurat acoperire, angajând în același timp ținte de oportunitate. În timp ce pătrundeau în România, avioanele de vânătoare grele au fost detectate de radarele Würzburg și Freya, iar IAR 81 ale Grupului 6 au fost ordonate să decoleze. Conduși de căpitanul Vizanty, cele 23 de IAR au urcat la 2,500 metri (8,20 ft). La scurt timp după decolare, 12 P-38 din Escadrila 71 de Luptă au atacat aerodromul și au doborât mai multe avioane de antrenament care încercau să decoleze. Anunțate de comandamentul Luftwaffe „Tigrul” de la Otopeni, IAR-urile lui Vizanty încep bătăția asupra „indieni cu pene” de peste aerodrom. În luptele la joasă altitudine care a urmat, americanii au pierdut opt P-38, în timp ce românii au pierdut trei IAR (deși ambii și-au supraestimat victoriile, românii pretinzând 24 de P-38 doborâte, în timp ce americanii au raportat 23 Focke-Wulf Fw 190).” doborâte).
IAR-urile au continuat să lupte împotriva avioanelor americane până pe 20 iulie, când luptătorilor li s-a interzis să continue din cauza pierderilor tot mai mari. În schimb, grupările IAR au fost redirecționate să lupte cu sovieticii, iar rolul de apărare internă a fost preluat de Grupul 7 și Grupul 9 care erau echipate cu Bf 109G. După lovitura de stat din 23 august 1944, Grupul 6 de Luptă a fost mutat pe aerodromul Turnișor din Transilvania pentru a ajuta trupele terestre din zonă. Pe 23 septembrie, un grup de opt IAR 81 din Escadrila 59 de Luptă s-a luptat cu opt Fw-190 peste Turda. Alte Bf 109 de la JG 52 și IAR s-au alăturat luptei. Până la sfârșitul zilei, Grupul 6 a revendicat patru avioane Luftwaffe, două dintre ele fiind confirmate, pentru pierderea a două IAR. Din cauza pierderilor suferite în septembrie, IAR-urile au fost retrogradate în misiuni de sprijin la sol, în timp ce misiunile de vânătoare au fost preluate de Bf 109. Grupul al 6-lea și-a transferat aeronavele către Grupul 2 de luptă. Grupul a fost apoi transferat la Târgșoru pe 8 octombrie pentru transformarea la Bf 109.
Deși a existat o încercare de a reechipa grupurile IAR cu sovietice Lavochkin La-5 FN și Yak-9, planul a eșuat în cele din urmă. O parte din piloții din Grupa 6 au fost transferați în cele din urmă la Grupul 1 Vânătoare, unde au zburat pe Bf 109 pentru tot restul războiului.

## Organizația 1941–1944
Grupul 6 de luptă a avut următoarele escadroane între 1941 și 1944:
- Escadrila 58 de luptă
- Escadrila 59 de luptă
- Escadrila 60 de luptă
- Escadrila 61 de luptă
- Escadrila 62 de luptă